# Håvard Klemetsen
Håvard Klemetsen (Kautokeino, 5 januari 1979) is een Noorse noordse combinatieskiër. Hij vertegenwoordigde zijn vaderland op de Olympische Winterspelen 2006 in Turijn en op de Olympische Winterspelen 2014 in Sotsji waar hij olympisch kampioen werd in de landenwedstrijd.

## Carrière
Op 1 januari 2003 maakte Klemetsen in Oberhof zijn wereldbekerdebuut, twee weken na zijn debuut scoorde hij in Chaux-Neuve zijn eerste wereldbekerpunten. In januari 2005 behaalde de Noor in Schonach zijn eerste toptienklassering. Op de wereldkampioenschappen noordse combinatie 2005 in Oberstdorf eindigde Klemetsen als twintigste op het onderdeel gundersen, samen met Petter Tande, Magnus Moan en Kristian Hammer veroverde hij de wereldtitel in de landenwedstrijd. Tijdens de Olympische Winterspelen van 2006 in Turijn eindigde de Noor als twintigste op het onderdeel gundersen en als veertigste op het onderdeel sprint. In Sapporo nam Klemetsen deel aan de wereldkampioenschappen noordse combinatie 2007, op dit toernooi eindigde hij als zestiende op het onderdeel gundersen en als negentiende op het onderdeel sprint. In de landenwedstrijd legde hij samen met Espen Rian, Petter Tande en Magnus Moan beslag op de bronzen medaille.
Op de wereldkampioenschappen noordse combinatie 2011 in Oslo eindigde Klemetsen als vierde op de gundersen grote schans en als negende op de gundersen normale schans, samen met Mikko Kokslien, Jan Schmid en Magnus Moan sleepte hij de bronzen medaille in de wacht in beide landenwedstrijden. Op 3 december 2011 boekte hij in Lillehammer zijn eerste wereldbekerzege. In Val di Fiemme nam de Noor deel aan de wereldkampioenschappen noordse combinatie 2013. Op dit toernooi eindigde hij als vijfde op de gundersen normale schans en als negende op de gundersen grote schans, in de landenwedstrijd sleepte hij samen met Jørgen Gråbak, Magnus Krog en Magnus Moan de zilveren medaille in de wacht. Tijdens de Olympische Wineterspelen 2014 in Sotsji eindigde Klemetsen als negende op de gundersen grote schans en als tiende op de gundersen normale schans. Samen met Magnus Moan, Magnus Krog en Jørgen Gråbak veroverde hij de gouden medaille in de landenwedstrijd. Op de wereldkampioenschappen noordse combinatie 2015 in Falun eindigde hij als vijfde op de gundersen normale schans en als elfde op de gundersen grote schans. In de landenwedstrijd legde hij samen met Magnus Moan, Mikko Kokslien en Jørgen Gråbak beslag op de zilveren medaille, samen met Magnus Moan behaalde hij de bronzen medaille op het onderdeel teamsprint.

## Resultaten

### Olympische Spelen
| Jaar | Plaats | Resultaten                                           |
| ---- | ------ | ---------------------------------------------------- |
| 2006 | Turijn | 20e 15 km Gundersen 40e 7,5 km sprint                |
| 2014 | Sotsji | 10e Gundersen NH · 9e Gundersen LH · Landenwedstrijd |

### Wereldkampioenschappen
| Jaar | Plaats        | Resultaten                                             |
| ---- | ------------- | ------------------------------------------------------ |
| 2005 | Oberstdorf    | 20e 15 km Gundersen · Team                             |
| 2007 | Sapporo       | 19e 7,5 km Sprint · 16e 15 km Gundersen · Team         |
| 2011 | Oslo          | 9e Gundersen NH · 4e Gundersen LH · Team NH · Team LH  |
| 2013 | Val di Fiemme | 9e Gundersen NH · 5e Gundersen LH · Team               |
| 2015 | Falun         | 5e Gundersen NH · 11e Gundersen LH · Team · Teamsprint |

### Wereldbeker
Eindklasseringen
| Seizoen   | Plaats |
| --------- | ------ |
| 2003/2004 | 21e    |
| 2004/2005 | 19e    |
| 2005/2006 | 23e    |
| 2006/2007 | 19e    |
| 2007/2008 | 23e    |
| 2008/2009 | 25e    |
| 2009/2010 | 48e    |
| 2010/2011 | 14e    |
| 2011/2012 | 10e    |
| 2012/2013 | 17e    |
| 2013/2014 | 5e     |
| 2014/2015 | 6e     |
| 2015/2016 | 12e    |
| 2016/2017 | 29e    |

Wereldbekerzeges
| Datum           | Plaats      | Onderdeel       |
| --------------- | ----------- | --------------- |
| 3 december 2011 | Lillehammer | 10 km Gundersen |